# The Illusionist – Nichts ist wie es scheint
The Illusionist – Nichts ist wie es scheint (auch: The Illusionist) ist ein US-amerikanischer Film unter der Regie von Neil Burger. Der Film lässt sich den Genres Fantasyfilm, Drama und Thriller zuordnen. Er kam am 18. August 2006 zunächst eingeschränkt in die US-amerikanischen Kinos und wurde am 1. September 2006 landesweit veröffentlicht. Der Film ist eine Co-Produktion von Michael London Productions, Stillking Films, Contagious Entertainment, Bob Yari Productions und Bull’s Eye Entertainment im Verleih von Yari Film Group Releasing. Das Werk ist eine Verfilmung der Kurzgeschichte Eisenheim der Illusionist von Steven Millhauser. Seine Premiere feierte der Film beim Newport Beach International Film Festival am 27. April 2006.

## Handlung
Zu Beginn des Films ist die Vorstellung eines Mannes auf einer Bühne zu sehen, der noch vor Vorstellungsende verhaftet und abgeführt wird. Danach beginnt eine Rückblende die Geschichte des Mannes zu erzählen.
Eduard ist der Sohn eines einfachen Schreiners, der seine Jugend Anfang des 20. Jahrhunderts in Wien verbringt, als er eines Tages Herzogin Sophie von Teschen begegnet. Mit Zaubertricks, zu denen er von einem Unbekannten inspiriert wurde, unterhält und fasziniert er sie. Die beiden werden trotz ihres unterschiedlichen Standes gute Freunde, verlieben sich und wollen gemeinsam nach Asien ausreißen. Eduard schenkt Sophie ein selbst gefertigtes Holzmedaillon mit einem Geheimfach, das ein Bild von ihm enthält. Als die beiden sich des Nachts treffen, um fortzulaufen, werden sie von den Wachen des Herzogs aufgegriffen und voneinander getrennt.
Eduard bereist Böhmen, Russland und den Orient und kehrt 15 Jahre später als Eisenheim – der Illusionist nach Wien zurück. Für seine täglichen Zaubervorführungen mietet er ein Theater an, fasziniert mit seinen Vorstellungen die einfachen Bürger und weckt ebenso das Interesse der Aristokraten. Auch Kronprinz Leopold besucht in Begleitung Sophies, die zu heiraten er beabsichtigt, eine der Vorstellungen Eisenheims. Als dieser einen Freiwilligen aus dem Publikum auf die Bühne bittet, schickt Leopold Sophie nach vorne, in der Eisenheim seine Jugendliebe wiedererkennt, im Gegensatz zu ihr.
Die Einladung des Kronprinzen, eine Privatvorstellung hinter den Mauern der Hofburg zu veranstalten, der der gesamte Hof beiwohnen wird und in der der Kronprinz sämtliche Täuschungen Eisenheims aufzudecken gedenkt, nimmt Eisenheim dankend an, wohlwissend, auf diese Weise Sophie wiedersehen zu können, die nach einer abschließenden Bemerkung des Magiers seine wahre Identität erkennt. Sie lässt ihm eine Nachricht zukommen und sie treffen sich heimlich. Da sie aber unter ständiger Beobachtung der Wiener Polizei steht, bekommt Chefinspektor Uhl Wind davon, der Eisenheim sogleich nach dem Grund des Treffens befragt und ihn eindringlich vor weiteren Dummheiten warnt.
Bei der vereinbarten Vorführung leiht sich Eisenheim das juwelenbesetzte Schwert des Kronprinzen und lässt es mit der Spitze auf dem Boden balancieren. Er bittet zwei Personen aus dem Publikum nach vorne, denen es aber nicht gelingt, das Schwert – angelehnt an die Geschichte von König Artus – anzuheben, da sie nicht die rechtmäßigen Besitzer seien. Prinz Leopold gelingt es schließlich, jedoch mit einer von Eisenheim herbeigeführten Verzögerung. Diese Machtdemonstration verärgert den Prinzen und er befiehlt Uhl, Eisenheims Vorstellungen irgendwie zu unterbinden.
Kurz darauf sucht Sophie Eisenheim in seinem Haus auf, um ihn zu warnen, dass er nach dem Vorfall wahrscheinlich die Stadt verlassen müsse. Das nachfolgende Wortgefecht unterbricht Eisenheim mit einem stürmischen Kuss, und die beiden verbringen gemeinsam eine Liebesnacht.
Leopold erfährt von Uhl vom Treffen zwischen Sophie und Eisenheim. Uhl wird darauf angesetzt herauszufinden, was hinter den Illusionen von Eisenheim steckt, um diesen als Betrüger verhaften zu können. Der Kronprinz setzt alles daran, die Romanze zwischen Sophie und Eisenheim zu zerstören, da er befürchtet, Eisenheim könnte seine Pläne durchkreuzen. So soll die aus einer ungarischen Adelsfamilie stammende Sophie dem Kronprinzen die Zuneigung der Ungarn dadurch verschaffen, dass er ihre Verlobung in Budapest bekanntgibt. Er plant, mit Hilfe der Ungarn seinen Vater zu stürzen, um seine Krönung zum König von Ungarn und Kaiser von Österreich zu erreichen.
Das Theater wird geschlossen, und Uhl informiert den Prinzen über die beabsichtigte Flucht Sophies, die mit Eisenheim in ein neues Leben aufbrechen und dafür den Kronprinzen verlassen will. Leopold stellt sie wutentbrannt zur Rede, wobei sie ihm eröffnet, ihn nicht heiraten zu wollen. Sie verabschiedet sich von ihm, doch der Kronprinz will sie nicht gehen lassen. Er folgt ihr alkoholisiert und von seinen Bediensteten beobachtet in den Stall, woraufhin ein Schrei zu hören ist und ein Pferd mit der blutüberströmten reglosen Sophie im Sattel aus dem Stall galoppiert.
Die Leiche Sophies wird von Eisenheim und einem Suchtrupp am nächsten Tag in einem Fluss gefunden. Obwohl Eisenheim der Meinung ist, dass der Kronprinz Sophie ermordet hat, verhaftet die Polizei einen anderen, der für schuldig befunden wird und ins Gefängnis kommt.
Eisenheim entwickelt ein neues Bühnenprogramm, in dem er dem Anschein nach kurzzeitig die Seelen toter Menschen auf der Bühne heraufbeschwört, die sich bewegen und die Fragen der Anwesenden beantworten. Diese neue Show sorgt für einen derartigen Aufruhr, dass der Kronprinz den Magier endgültig loswerden möchte. Nachdem Eisenheim in einer seiner Shows scheinbar die tote Sophie auf die Bühne gezaubert hat, die dem faszinierten Publikum suggeriert, ihr Mörder sei noch auf freiem Fuß, möchte Chefinspektor Uhl ihn auf der Bühne festnehmen, Eisenheim verschwindet jedoch auf die gleiche Weise wie seine heraufbeschworenen Hologramme.
Derweil findet Chefinspektor Uhl Hinweise, die auf die Täterschaft des Kronprinzen hindeuten, unter anderem das Medaillon, das Eisenheim Sophie geschenkt hatte. Es findet sich zusammen mit einem Stein aus dem Schwert des Kronprinzen bei der erneuten Begehung des mutmaßlichen Tatorts im königlichen Pferdestall. Uhl stellt Leopold zur Rede, der ihn zunächst mit einem Revolver bedroht, und muss dann mit ansehen, wie sich der Kronprinz angesichts der erdrückenden Beweislage sowie der nahenden Offiziere des Generalstabs des Kaisers, die Uhls belastendes Material zur geplanten Stürzung des Kaisers erhalten haben, selbst erschießt. Wenig später bekommt Uhl auf offener Straße von einem kleinen Jungen eine Mappe Eisenheims überreicht, die die Erklärung eines seiner Tricks (Orangenbaum) zum Inhalt hat. Diese Aktion diente als Ablenkung, um dem Chefinspektor bei der Übergabe unbemerkt Sophies Medaillon aus der Tasche zu entwenden.
Uhl nimmt noch einmal die Spur des Illusionisten auf und folgt ihm bis zum Bahnhof, kommt allerdings zu spät, um den von Eisenheim kurz zuvor bestiegenen Zug seinerseits noch zu erreichen. Während der Zug aus dem Bahnhof fährt, lässt Uhl die Geschehnisse der vergangenen Tage noch einmal Revue passieren. Erst jetzt erkennt er, mit einem Lachen im Gesicht, die Illusion, die perfekt von Eisenheim eingefädelt wurde:
Da Eisenheim und Sophie bewusst war, dass sie den Kronprinzen nicht verlassen konnte, ohne dass beide von ihm und seinen Gefolgsleuten bis an ihr Lebensende verfolgt worden wären, mussten sie ihre Ermordung vortäuschen. Um den Verdacht auf den Kronprinzen zu lenken, hatte Eisenheim bei seiner Zaubervorführung am königlichen Hof einige Edelsteine vom Schwert des Monarchen entfernt und im Stroh des Pferdestalls sowie dem Kleid der Herzogin platziert. Der vermeintliche Arzt, der Sophies Tod bestätigt hatte, tauchte zuvor bereits in einer weiteren Rolle an der Seite Eisenheims auf. Um Leopolds Erinnerungen an die Mordnacht zu trüben, hatte Sophie seinen Wein mit einem Narkotikum versetzt.
Eisenheim und Sophie haben sich derweil abgesetzt. Man sieht ihn über eine große Wiese schreiten und auf eine kleine Holzhütte zulaufen. Dort trifft er auf Sophie und überreicht ihr das Medaillon. Sie umarmen sich glücklich.

## Hintergrund
Die Dreharbeiten mit einem Budget von rund 17 Millionen US-Dollar begannen am 4. April 2004 in Tábor, Český Krumlov und Prag in der Tschechischen Republik und wurden im Mai 2005 beendet.
Der Film, der eigentlich in Wien spielt, wurde aus Budgetgründen in der Tschechischen Republik gedreht.
Filmpremieren fanden u. a. beim Seattle International Film Festival am 25. Mai 2006 und beim Maui Film Festival am 17. Juni 2006 statt. Auf einen zeitgleichen Kinostart des Films mit Prestige – Meister der Magie wurde in Deutschland verzichtet. Er wurde in Deutschland ab dem 5. Januar 2009 auf DVD vertrieben.
Der Film spielt auf zeitgenössische Zauberkunststücke an, wie etwa auf Jean Eugène Robert-Houdins Orangenbaum sowie auf die um die Jahrhundertwende in Wien populären Geisterprojektionen etwa im Theater von Anton Kratky-Baschik. Die fachliche Beratung leistete Ricky Jay.

## Deutsche Synchronfassung
Die deutsche Synchronbearbeitung der Kinofassung entstand bei Digital Media Technologie in Hamburg. Die Synchronregie führte Michael Bartel, der zugleich das Dialogbuch verfasste. Bei Atelier Synchron in Hannover entstand die deutsche Synchronisation der DVD-Fassung. Die Dialogregie führte Lothar Meyer, das Dialogbuch stammte von Tobias Neumann, der zugleich die Rolle des jungen Eisenheim sprach.
In der Kinofassung ist Volker Hanisch als deutscher Eisenheim zu hören. Für die DVD wurde sein Part von Nortons Standardsprecher Andreas Fröhlich neu eingesprochen. Auch für die anderen Rollen wurden in der DVD-Fassung andere Synchronsprecher engagiert.
| Rolle             | Schauspieler      | Deutscher Sprecher Kinofassung | Deutscher Sprecher DVD-Version |
| ----------------- | ----------------- | ------------------------------ | ------------------------------ |
| Eisenheim         | Edward Norton     | Volker Hanisch                 | Andreas Fröhlich               |
| Doktor            | Karl Johnson      | N.N.                           | Gernot Endemann                |
| Fischer           | Eddie Marsan      | N.N.                           | Hans Bayer                     |
| Inspector Uhl     | Paul Giamatti     | Elmar Gutmann                  | Peter Reinhardt                |
| junge Sophie      | Eleanor Tomlinson | Katharina von Keller           | Emine Cünedioglu               |
| junger Eisenheim  | Aaron Johnson     | Jannik Endemann                | Tobias Neumann                 |
| Jurka             | Jake Wood         | Holger Mahlich                 | Sascha Rotermund               |
| Kronprinz Leopold | Rufus Sewell      | Nicolas König                  | Kai Henrik Möller              |
| Sophie            | Jessica Biel      | Ghadah Al-Akel                 | Gundi Eberhard                 |
| Wiligut           | Tom Fisher        | N.N.                           | Lennardt Krüger                |

## Kritik
Carsten Baumgardt verspürte bei „Neil Burgers altmodische[m] Historien-Melodram ‚The Illusionist‘ […] einen hypnotischen Hauch von Magie, die unaufdringlich, aber doch spürbar daherkommt, sodass die Wirkung der Love Story sich wunderbar entfalten kann.“ Er empfand „die Optik […] angemessen edel, das Setting trotz des moderaten Budgets stilecht, de[n] Score zeitgerecht und das Tempo genretypisch gemäßigt – perfektes Handwerk“. Baumgardt urteilte: „Burger liefert präzises, emotionales, düsteres Epochenkino, das mit geschliffenen wie scharfzüngigen Dialogen aufwarten kann.“
Ebenso wie Carsten Baumgardt lobte auch Jürgen Dick die Charaktere und sah „ein gelungenes Werk für die Freunde düster-romantischer Filme“. Einzig negativ fiel ihm das „überraschend jähe Ende“ auf, das „in einer viel zu schnellen und auch nicht in jedem Detail plausibel erscheinenden Rückblenden-Abfolge“ daherkommt und den Eindruck hinterlässt, „die ‚Lösung‘ des Films [sei] unter Zeitdruck herbeikonstruiert worden“.
Auch Christopher Klaus lobte den Film, der „hauptsächlich von den zwei glänzend aufgelegten Darstellern Edward Norton und Paul Giamatti“ getragen wird. Doch „auch handwerklich kann der Film vollends überzeugen“, urteilt er über Kulisse, Kameraarbeit und eingefangene Atmosphäre. Anerkennend urteilt er: „Ein starker Film mit einem der besten Endtwists der letzten Jahre, bei dem der Zuschauer selbst ein Teil der Illusion wird. Man fragt sich nur am Ende, warum das Team um Regisseur Neil Burger nicht noch mehr aus der Geschichte herausgeholt hat. Gereicht hätte der Stoff für ein ganzes Epos.“
Laut Arabella Akossy „bestechen die üppigen visuellen Schauwerte, die durch die Unterlegung mit dem hypnotisch-melancholischen Klangteppich von Philip Glass noch eine zusätzlich atmosphärische Dimension erhalten. Darüber hinaus faszinieren die Interaktionen des Darsteller-Kleeblatts, seien es Liebe, Eifersucht, Rivalität, Manipulation, Unterwürfigkeit oder Grausamkeit, die zwischen den verschiedenen Beziehungskonstellationen zum Tragen kommen.“
„Vor allem anfangs droht der Film in die Belanglosigkeit abzudriften“, wertet Dominik Petermann. Seine weitere Kritik fällt durchaus positiv aus, sodass er schließlich urteilt: „Leider hat der Film den Weg in die Schweizer Kinos nicht gefunden.“

## Auszeichnungen
Bei der Oscarverleihung 2007 wurde Kameramann Dick Pope für seine Arbeit nominiert, konnte aber den Oscar nicht gewinnen. Pope gewann im Vorfeld unter anderem den Silbernen Frosch auf dem internationalen Kamerafestival Camerimage und den Preis der Filmkritikervereinigung von San Diego. Die Filmmusik von Philip Glass wurde von der Broadcast Film Critics Association prämiert.